# Margaret Stoddart

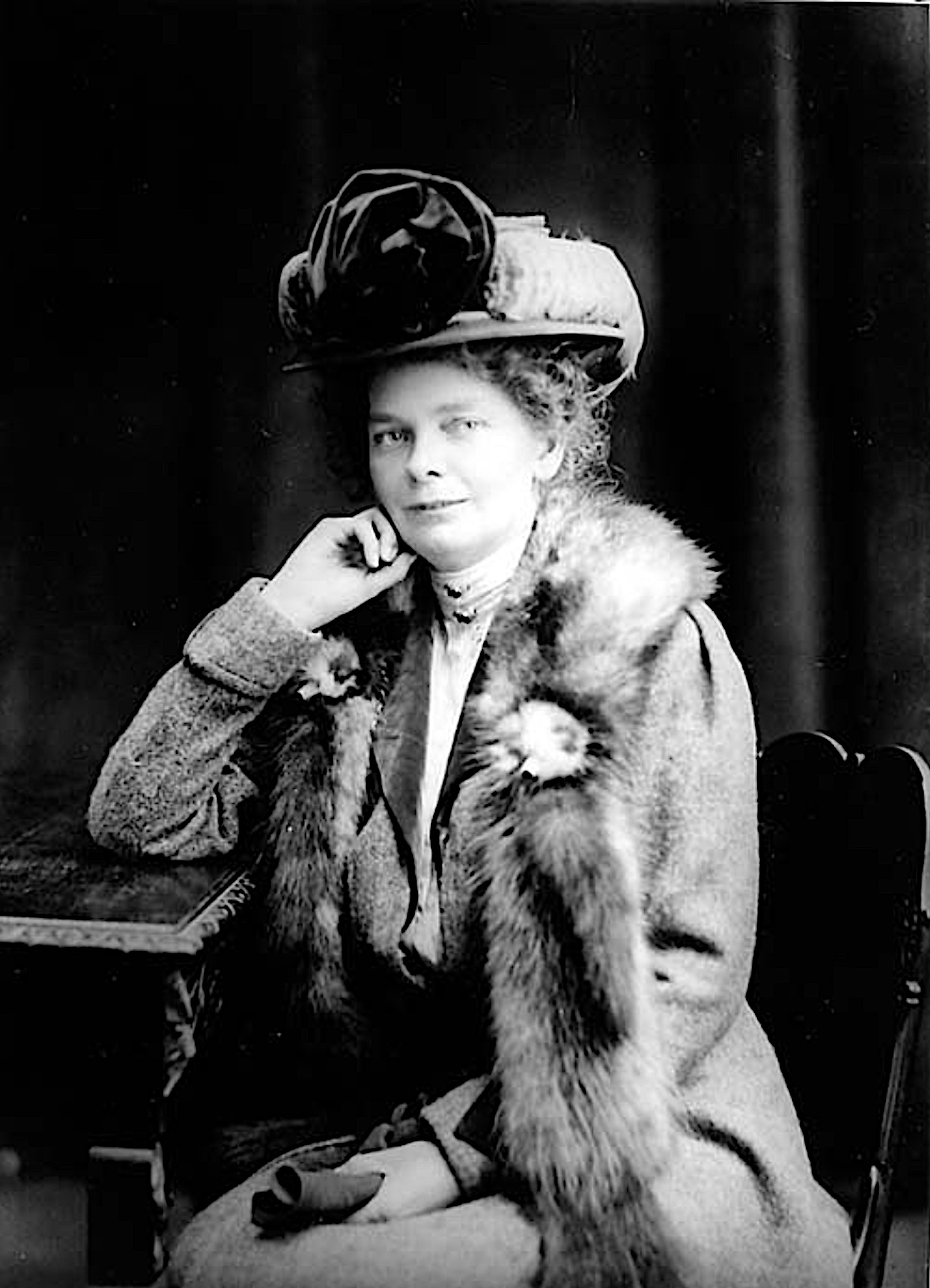
Margaret Olrog Stoddart (ca. 1910)

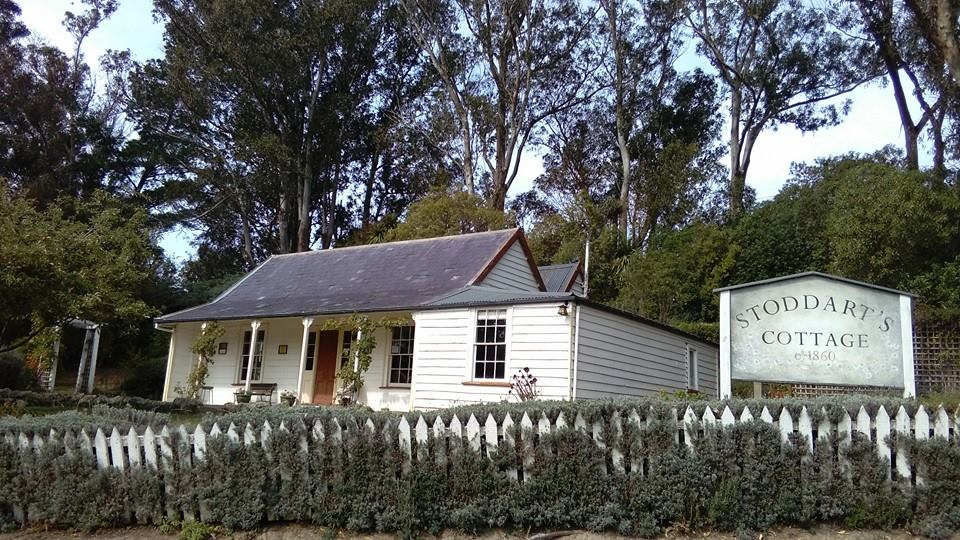
Stoddart's Cottage (1860 erbaut)

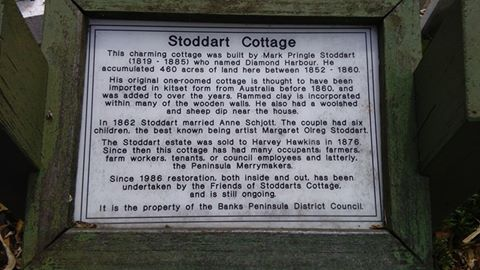
Gedenktafel des Anwesens der Stoddart-Familie

Margaret Olrog Stoddart (* 3. Oktober 1865 in Diamond Harbour, Region Canterbury, Neuseeland; † 10. Dezember 1934 in Hanmer Springs, Neuseeland) war eine neuseeländische Malerin.

## Frühes Leben
Margaret Olrog Stoddart wurde am 3. Oktober 1865 als Tochter und eines von sechs Kindern der Eheleute Anna Barbara Schjött und Mark Pringle Stoddart, in dem Ort Diamond Harbour der Region Canterbury geboren. Ihre Mutter war die Tochter eines norwegischen Geistlichen und ihre Tante eine bekannte Malerin in Edinburgh. Ihr Vater, der 1851 nach Neuseeland gekommen war, um Schafe zu züchten, war der Sohn eines Admirals aus Edinburgh und liebte das Zeichnen, die Poesie und das Lesen. Margaret teilte das Interesse ihres Vaters an der Landschaft und seinen Gewächsen.

## Schottland
1876 reiste Margaret, sie war zehn oder elf Jahre alt, zu Verwandten nach Edinburgh, wo sie für eine kurze Zeit ein Ladies' College besuchen durfte. Wie lange sie bzw. auch ihre Familie in Schottland weilte, ist nicht bekannt. Auch ist nicht bekannt, wann genau sie wieder zurück nach Neuseeland kam.

## Neuseeland
Nach ihrer Rückkehr schrieb sie sich 1882 für ein Studium an der Canterbury College School of Art ein und erwarb nach Abschluss ihres Studiums im Jahr 1889 ein Second-grade Full Certificate. Sie wurde Mitglied im Palette Club, einer Künstlervereinigung, die sich der Natur verschrieben hatten und unternahm zahlreiche Reise zur Banks Peninsula und zu den Neuseeländischen Alpen, wo sie Landschaften skizzierte und einheimische Pflanzen für ihre Bildmotive sammelte. Bald hatte sie den Ruf eine der führenden Blumenmalerinnen des Landes zu sein und wurde 1885 in den Rat der Canterbury Society of Arts berufen.
In den Jahren 1886 und 1891 besuchte sie Freunde auf Chatham Island und hielt alle Reisen in einer Art Album fest. 1890 konnte sie zwölf ihrer botanischen Gemälde an das Canterbury Museum verkaufen. Vier Jahre später reiste sie nach Melbourne, wo sie mit Unterstützung der australischen Blumenmalerin Ellis Rowan eine erfolgreiche Ausstellung hatte.

## Reisen nach Europa
1897 reiste Margaret nach Europa, besuchte Norwegen, Frankreich, die Schweiz und Italien und traf sich mit Malern wie Norman Garstin, Louis Grier und Charles Lasal, die zu ihren Lehrern wurden. Während ihres Aufenthalts in St. Ives in Cornwall, das seinerzeit zum Zentrum des englischen Impressionismus gezählt wurde, erweiterte sie ihre künstlerische Sicht und so wurde dort die Landschaft für sie eindeutig zu ihrem Hauptthema.
In Frankreich stellte sie in Paris auf dem Salon der Société des Artistes Français und der Société nationale des beaux-arts aus. In London war sie mit einer Ausstellung im Jahr 1902 in der Baillie Gallery vertreten und wurde für ihre Werke besonders von der Sunday Times hervorgehoben. Weitere Ausstellungen folgten, wie die von der Royal Academy of Arts veranstaltet und von der Society of Women Artists.

## Neuseeland
1906 ging sie nach nun neun Jahren Abwesenheit zurück nach Neuseeland und lebte zunächst bei ihrer alten Mutter und ihren Schwestern in Diamond Harbour. Nachdem ihre Mutter im Jahr 1911 verstorben war, verkauften sie den Familienbesitz und lebte mit einer Schwester und einer Nichte in den Cashmere Hills. Zwischen 1909 und 1914 stellte sie ihre Arbeiten auf dem Pariser Salon aus und regelmäßig in den neuseeländischen Kunstvereinen. 1926 unternahm sie noch eine Reise nach Tahiti und nach Australien. Abgesehen davon blieb sie aber weiterhin in Neuseeland. Im Jahr 1928 ehrte sie die  Canterbury Society of Arts mit einer großen Retrospektive ihrer Arbeiten.
Margaret wurde in den Jahren Mitglied der National Art Association of New Zealand, des Canterbury Women's Club, des Sketch Clubs der School of Art und übernahm die Funktion der Vizepräsidentin in der Canterbury Society of Arts und der Society for Imperial Culture.
Margaret Olrog Stoddart verstarb am 10. Dezember 1934 in Hanmer, das heute als Hanmer Springs auf der Karte zu finden ist.

## Bildergalerie

Werke von Margaret Stoddart
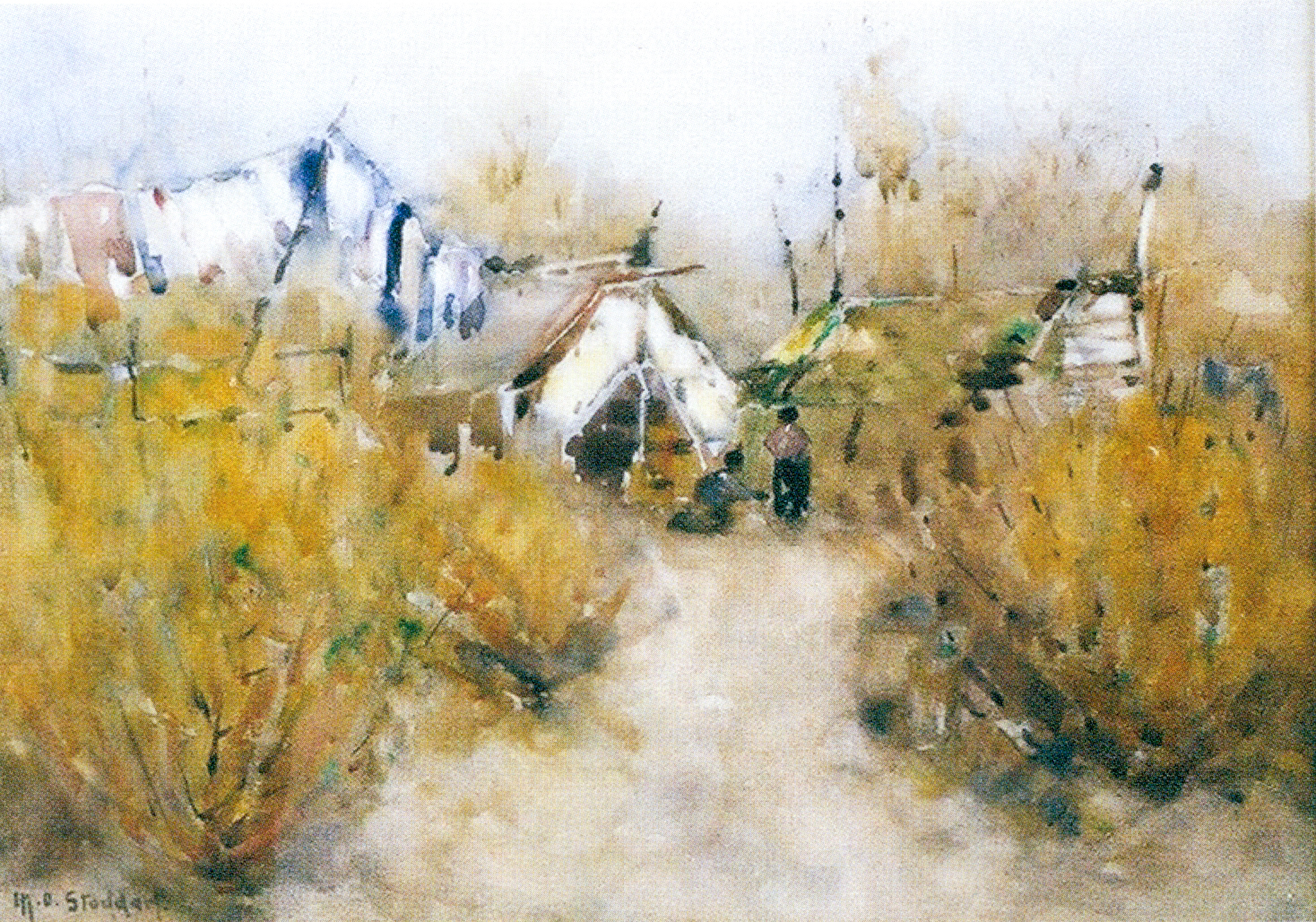
Māori-Siedlung nahe Rotorua
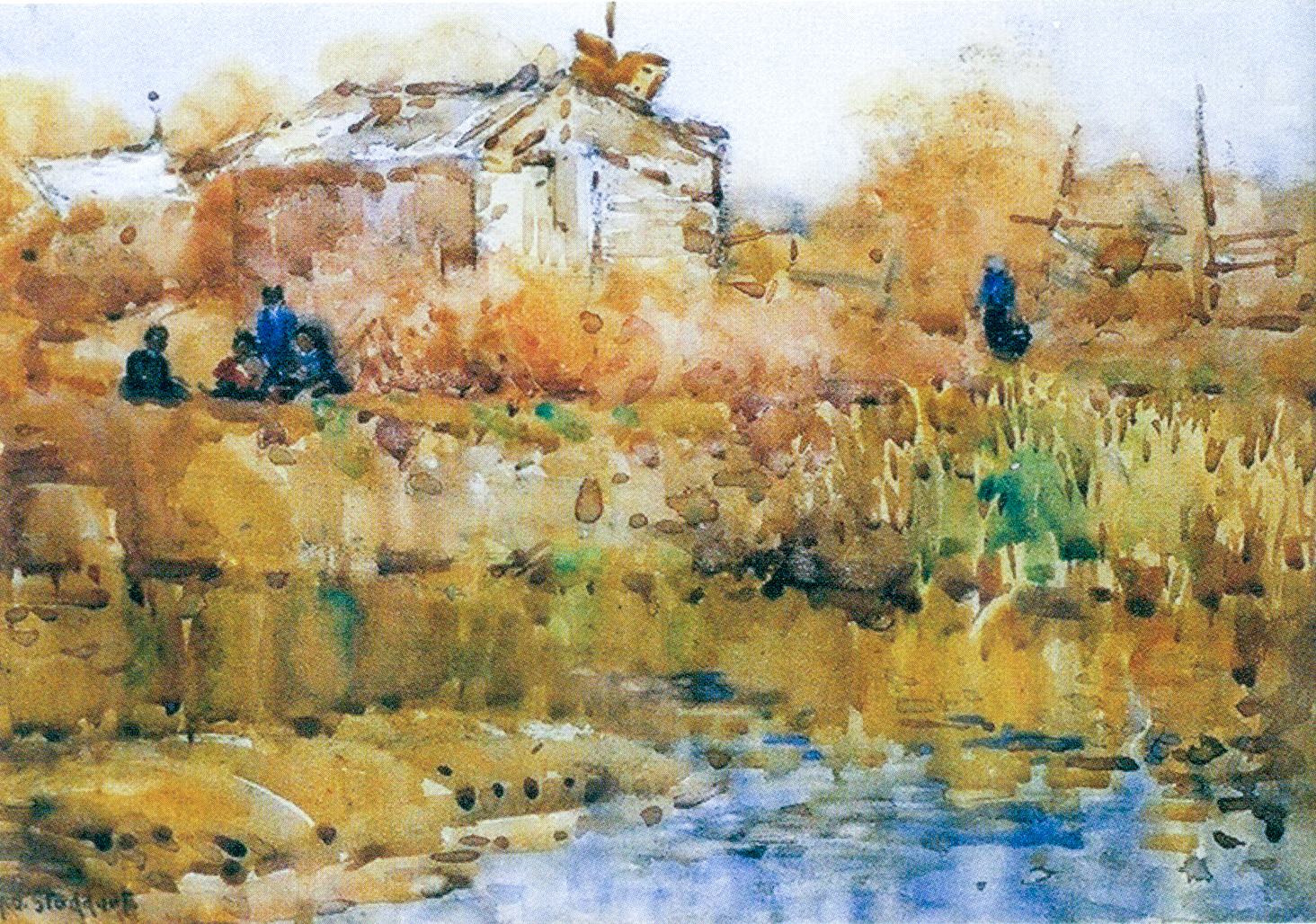
Māori-Hütte am See
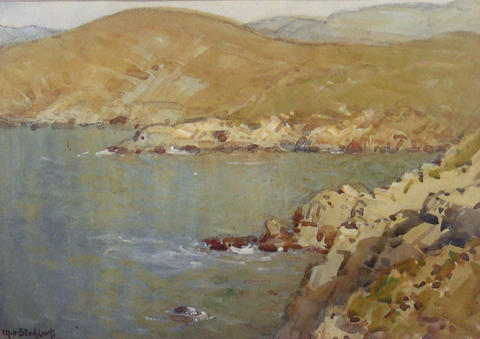
Nahe Lyttelton Heads
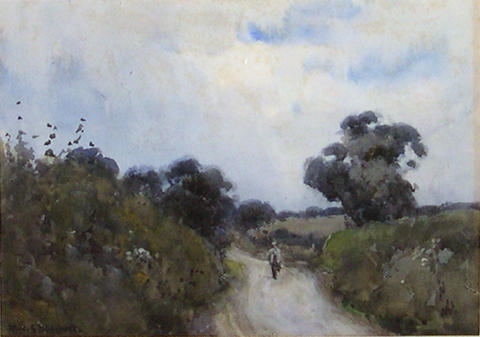
A Surrey Lane
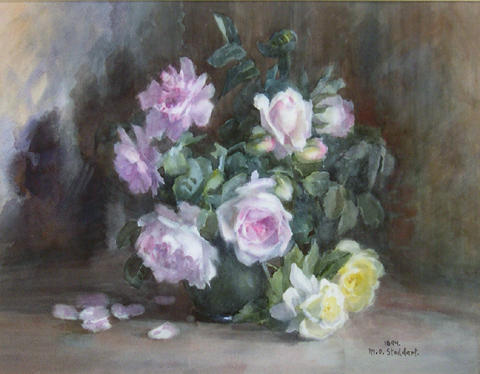
Rosen (1885)
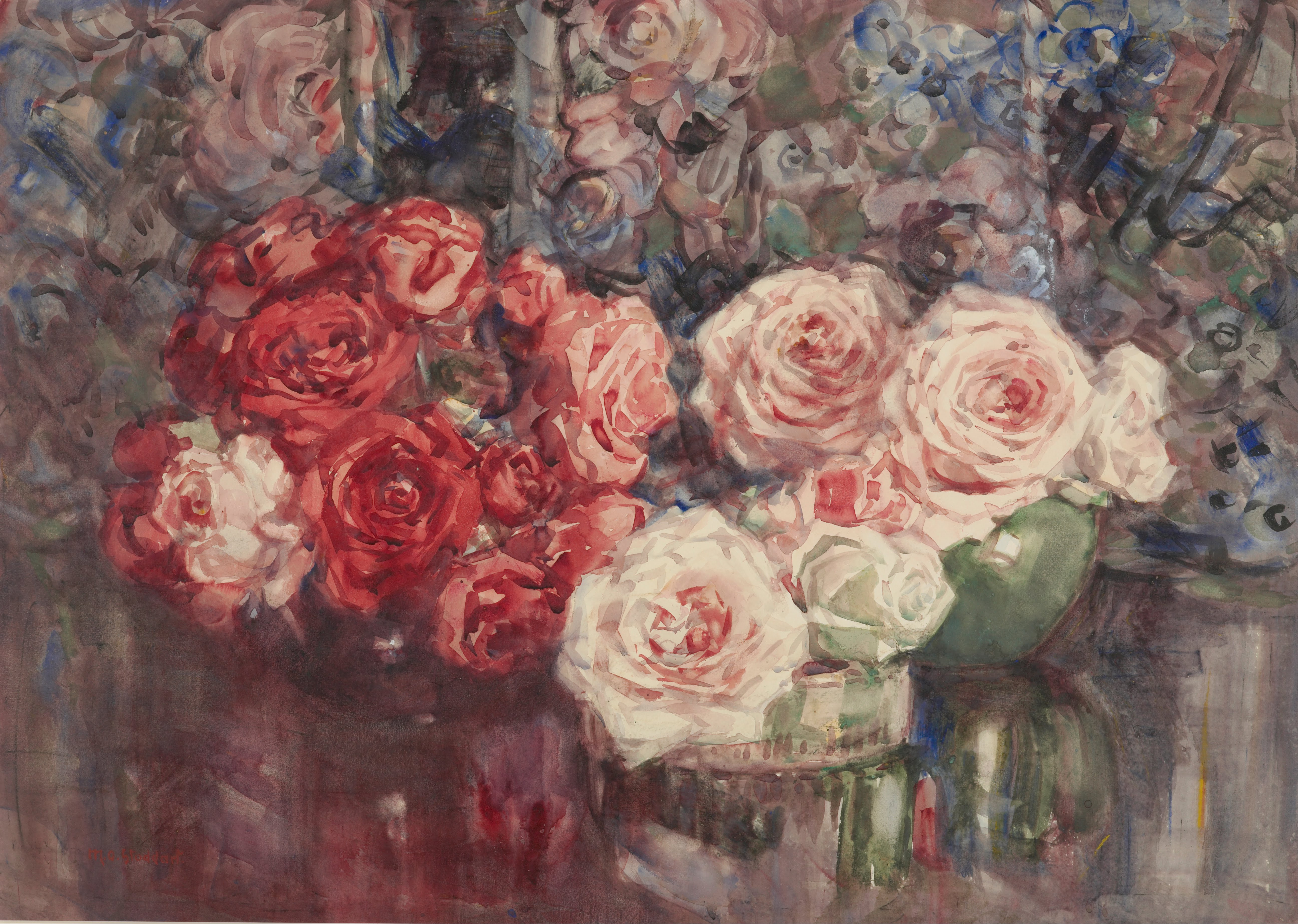
Rosen
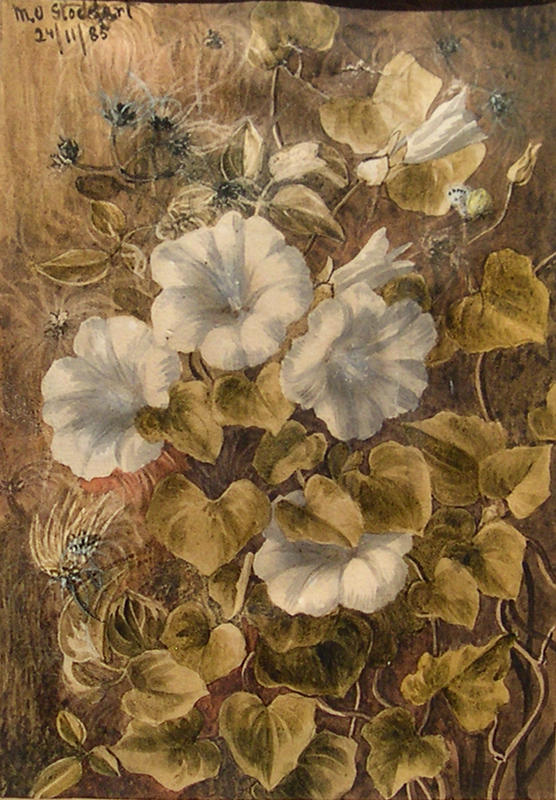
Ohne Titel
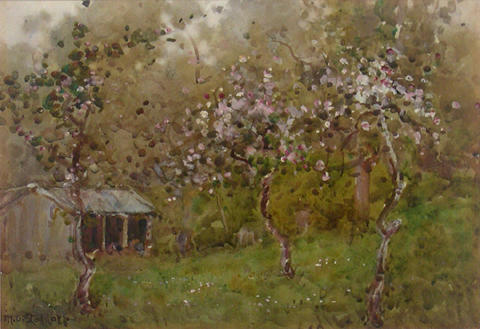
Orchard Scene